# Michael Mundhenk
Michael Mundhenk (* 1954 in Berlin) ist ein deutscher Übersetzer.

## Leben
Michael Mundhenk studierte Architektur, Romanistik und Anglistik; mit einem DAAD-Stipendium setzte er sein Anglistikstudium in Vancouver fort, das er mit dem Master abschloss. Anschließend war er fast zwanzig Jahre als Dozent für Englische und Amerikanische Sprache und Literatur an Colleges in British Columbia tätig. Jetzt lebt er in Freiburg im Breisgau. Er übersetzte u. a. Werke von Margaret Atwood, Allen Ginsberg, Barry Lopez, Gertrude Stein, Rebecca Solnit und Agatha Christie.
Er ist Mitglied im Verband deutschsprachiger Übersetzer literarischer und wissenschaftlicher Werke, VdÜ.

## Ehrungen
- 2012, 2014, 2017, 2019, 2020: jeweils ein Arbeitsstipendium für Baden-Württemberger Übersetzer, Freundeskreis zur Förderung literarischer und wissenschaftlicher Übersetzungen
- 2014: Stipendium, Literarisches Colloquium Berlin, für eine ViceVersa-Übersetzerwerkstatt Englisch – Deutsch

## Übersetzungen – Bücher (Auswahl)
- Rebecca Solnit: Hoffnung in der Dunkelheit. Unendliche Geschichten, wilde Möglichkeiten. (Erweiterte und überarbeitete Übersetzung) Matthes & Seitz, Berlin 2025
- Rebecca Solnit: Hoffnung in der Dunkelheit. Unendliche Geschichten, wilde Möglichkeiten. Pendo, Zürich 2005
- Rebecca Solnit: Die Kunst, sich zu verlieren. Ein Wegweiser. (Überarbeitete Übersetzung) Matthes & Seitz, Berlin 2020
- Rebecca Solnit: Die Kunst, sich zu verlieren. Ein Führer durch den Irrgarten des Lebens. Piper, München 2009
- Agatha Christie: Hercule Poirot schläft nie. Atlantik, Hamburg 2023
- Agatha Christie: Der Todeswirbel. Atlantik, Hamburg 2022
- Agatha Christie: Ein Schritt ins Leere. Atlantik, Hamburg 2021
- Agatha Christie: Das Geheimnis der Schnallenschuhe. Atlantik, Hamburg 2021
- Agatha Christie: Das Geheimnis von Chimneys. Atlantik, Hamburg 2020
- Agatha Christie: Mord mit verteilten Rollen. Atlantik, Hamburg 2020
- Agatha Christie: N oder M?. Atlantik, Hamburg 2019
- Agatha Christie: Mord in Mesopotamien. Atlantik, Hamburg 2018
- Agatha Christie: Mit offenen Karten. Atlantik, Hamburg 2016
- Agatha Christie: Hercule Poirots Weihnachten. Atlantik, Hamburg 2015
- Agatha Christie: Das große Hercule-Poirot-Buch. Die besten Kriminalgeschichten. Atlantik, Hamburg 2015
- Agatha Christie: Alibi. Atlantik, Hamburg 2014
- Michael Sorkin: Zweihundertundfünfzig Dinge, die Architekt:innen wissen sollten. Kunstmann, München 2022
- Harry Mathews: Der einsame Zwilling. Diaphanes, Zürich 2020
- Harry Mathews: Mein Leben als CIA. Eine Chronik des Jahres 1973. Urs Engeler, Basel 2006
- Rachel Cohen: Verwobene Lebenswege. Amerikanische Schriftsteller und Künstler, 1854-1967. Piet Meyer, Bern/Wien, 2019
- Gertrude Stein: Geld. Geld – Mehr über Geld. Mit Magischen Quadraten geliefert von Friedrich Meckseper. Friedenauer Presse, Berlin 2020 (überarbeitete Übersetzung), Friedenauer Presse, Berlin 2004; Hörbuch Hamburg, 2004; Money. Edition Plasma, Fürstenwalde 1995
- Gertrude Stein, Franz Erhard Walther (Ill.): Die Welt ist rund. Mit Fragmenten aus Werkzeichnungen von F. E. Walther. Ritter, Klagenfurt 1994; Hörbuch Hamburg, 2002 (Gelesen von Rufus Beck)
- Andrew Wilson: Agathas Alibi. Pendo, München 2017
- Brad Tolinski: Licht & Schatten. Gespräche mit Jimmy Page. Edel, Hamburg 2013
- Kurt Vonnegut: Grundausbildung. AmazonCrossing, 2012
- Christine Hurley Deriso: Nichts ist so perfekt wie das Leben. Oetinger, Hamburg 2012
- Jack Kerouac: Mein Bruder, die See. (Inkl. Nachwort des Übers.) Edel, Hamburg 2011
- Nathan Englander: Das Ministerium für besondere Fälle. Luchterhand, München 2008
- David Adams Richards: Brennendes Eis. Fischer, Frankfurt am Main 2006
- Larry McMurtry: Crazy Horse. Claassen, Berlin 2005
- Hilary Hemingway, Jeffry P. Lindsay: Fischen und Jagen mit Hemingway. Claassen, Berlin 2004
- Kerri Sakamoto: Das Echo eines langen Tages. Roman. Claassen, München 1999
- Erika de Vasconcelos: Meine geliebten Toten. Claassen, München 1999
- Aldous Huxley, Christopher Isherwood: Jakob der Heiler: eine Originaldrehbuchvorlage. Ullstein, Berlin 1998
- Michael C. White: Das Blut meines Bruders. Ullstein, Berlin 1998
- Wayson Choy: Die Pfingstrose aus Jade. Roman. Ullstein, Berlin 1997
- Jasper Johns: „Ziele auf maximale Schwierigkeit beim Bestimmen dessen, was passiert ist.“ Interviews, Statements, Skizzenbuchnotizen. Hrsg. Gregor Stemmrich. Verlag der Kunst, Dresden 1997
- Charles Olson: Das Postamt. Eine Erinnerung. Maro, Augsburg 1997
- Joy Kogawa: Obasan. (Inkl. Nachwort des Übers. mit J. Zaslove) Reclam, Leipzig 1993
- Barry Lopez, Tom Pohrt (Ill.): Krähe und Wiesel. Verlag an der Este, Buxtehude 1993
- Candace Savage, Falken. Gerstenberg, Hildesheim 1983
- Lawrence Ferlinghetti: Rauhe Notizen aus dem Nordwesten. Ökologische Peilungen und bukolische Ekologen. Orte, Zürich 1988
- Karel Dohnal: Yukon solo. Im Kanu durch Alaska. Müller, Wien; Rüschlikon, Zürich 1987
- Robert Creeley: Gedichte. Amerikanisch – deutsch. Literarisches Colloquium Berlin, 1984

## Mitübersetzer – Bücher (Auswahl)
- Agatha Christie: A Haunting in Venice. Atlantik, Hamburg 2023
- Agatha Christie: Weihnachten mit Agatha Christie. Alle Geschichten zum Fest. Atlantik, Hamburg 2023
- Agatha Christie: Mörderisches Grün. Miss Marple und Poirot ermitteln im Garten. Atlantik, Hamburg 2019 / 2017
- Agatha Christie: Das Geheimnis des Weihnachtspuddings. Geschichten zum Fest. Atlantik, Hamburg, 2018 / 2016
- Allen Ginsberg: Howl / Geheul. [The Annotated Howl] Rogner & Bernhard, Hamburg 2005; Kellner, Hamburg 1998
- Allen Ginsberg: Herzgesänge. Loose Blätter Presse, Hamburg 1981
- Allen Ginsberg: Jukebox Elegien. Hanser, München 1981
- Jeff Wall: Szenarien im Bildraum der Wirklichkeit. Essays und Interviews. Verlag der Kunst, Dresden 1997
- Sylvie Kumah: Facing I / Sieh das ich. Literarisches Colloquium Berlin, 1980

## Übersetzungen – Zeitschriften (Auswahl)
Margaret Atwood, Raymond Carver, John Hawkes, Michael Ignatieff, Jack Kerouac, Henry Miller, Michael Ondaatje, Steve Reich, Derek Walcott, Kenneth White u. a. m. in Akzente, Du, Litfass, Log, Merian, Orte, Penthouse und Sprache im technischen Zeitalter.
Margaret Atwood, Paul-Émile Borduas, Northrop Frye, Margaret Laurence, Michel Tremblay u. a.: in die horen, 1986 (Kanada-Heft), als Herausgeber und Übersetzer.

## Übersetzungen – Sonstiges (Auswahl)
Mathew Barney, Michael Haas, Michael Hardt, Tom Holloway, Francesco Izzo, Timothy Jackson, Derek Katz, Rebecca Solnit u. a. m. in Programmbüchern und -heften der Bayerischen Staatsoper München (seit 2012).